# Mediasat Max
 (octobre 2024).
Si vous disposez d'ouvrages ou d'articles de référence ou si vous connaissez des sites web de qualité traitant du thème abordé ici, merci de compléter l'article en donnant les références utiles à sa vérifiabilité et en les liant à la section « Notes et références ».
Le MediaSat Max est un récepteur/décodeur de télévision et services multimédias exploité par certaines chaînes à péage (notamment celles du groupe Canal+) et adapté à la télédiffusion numérique (satellite, câble et terrestre). Il est commercialisé en 2006.
Évolution du récepteur Mediasat, cet appareil intègre en particulier une compatibilité avec les signaux haute définition et avec le format seize neuvièmes.

## Historique
La MediaSat Max sort en 2006, il est alors le premier décodeur haute définition commercialisé par Canal+. En 2007 sort le HD MediaSat Max, son évolution, premier décodeur du groupe à pouvoir enregistrer en HD. 

## Caractéristiques
- Tuner simple satellite compatible HD
- Tuner simple TNT compatible HD
- Sorties vidéo : deux connecteurs Péritel, une connectique Composante, un port HDMI 1.1.

## Détails sur l'appareil et ses fonctionnalités
- Le tuner TNT ne peut être actif qu'après avoir été « déverrouillé » par un code fourni à l'abonné par Canal+ ou Canalsat. Ce code est également disponible via leur site Internet. Ce verrouillage protège l'opérateur d'éventuelles utilisations de l'appareil, hors du territoire métropolitain français.
- Le Mediasat Max est l'un des terminaux du groupe Canal+ exploitant une alimentation électrique externe via un boitier déporté. Pour des motifs industriels et de coûts de revient, cette externalisation permet de réduire la surchauffe théorique de l'appareil. Cependant, en dépit de ce déport, la température de l'appareil reste très significative.
- Le terminal exploite la même télécommande que les récepteurs Dual-T et Dual-S.